# 김득중 (1941년)
김득중(金得中, 1941년 ~ )은 대한민국의 감리교 신학자이다. 서울대학교 문리과대학 종교학과, 감리교신학대학교, 서울대학교 대학원 종교학과, 미국 드류대학교 대학원에서 공부했으며, 목원대학교와 감리교신학대학교에서 신학생들을 지도했다. 감리교신학대학교 총장을 역임하였으며, 현재는 안산1대학 총장으로 재임중이다.

## 저서
- 《마가복음의 부활신학》(컨콜디아,1981년)
- 《복음서 신학》(컨콜디아,1985년)-복음서 저자와 사상을 설명한 복음서 신학 입문서이다.
- 《신약성서 개론》(컨콜디아,1986년)
- 《요한의 신학》(컨콜디아.1994년)
- 《성서각주:누가복음1,2》(대한기독교서회, 1993년)
- 《주요 주제를 통해서 본 복음서들의 신학》(한들출판사, 2006년)-《복음서 신학》(컨콜디아,1985년)의 개정증보판이다. 복음서를 13개 주제를 선정하여,설명하고 있다.

## 같이 보기
- 한국의 신학자 목록